# Машкі
Машкі (пол. Maszki) — село в Польщі, у гміні Войцехув Люблінського повіту Люблінського воєводства.
Населення — 449 осіб (2011).

## Демографія
Демографічна структура станом на 31 березня 2011 року:
|          | Загалом | Допрацездатний вік | Працездатний вік | Постпрацездатний вік |
| -------- | ------- | ------------------ | ---------------- | -------------------- |
| Чоловіки | 218     | 46                 | 143              | 29                   |
| Жінки    | 231     | 39                 | 120              | 72                   |
| Разом    | 449     | 85                 | 263              | 101                  |